# Morlaye Camara
Morlaye Camara (Kindia, Guinea, 1933-Conakri, Guinea, 13 de agosto de 2018) fue un futbolista de Guinea que jugó en la posición de guardameta.

## Carrera

### Club
| Periodo   | Club      |
| --------- | --------- |
| 1956-1957 | SS Guinée |
| 1957-1971 | AS Kindia |

### Selección nacional
Jugó para Guinea en 35 ocasiones de 1960 a 1971, participó en los Juegos Olímpicos de México 1968 y en la Copa Africana de Naciones 1970.